# Дрессер, Кристофер
Кристофер Дрессер (англ. Christopher Dresser, 4 июля 1834, Глазго, Шотландия — 24 ноября 1904, Мюлуз, Франция) — английский художник декоративно-прикладного искусства, один из родоначальников английского промышленного дизайна, представитель так называемого независимого дизайна. Теоретик дизайна.

## Биография
Учился в Государственной школе художественных ремёсел в Сомерсет-Хаусе в Лондоне, которую закончил в 1854 году. Изучал ботанику. Его научная деятельность была направлена на исследование отношений форм живой природы и орнамента. Этой теме были посвящены его первые научные статьи, опубликованные в «Художественном журнале» (Art Journal) в 1857 году.
Ещё в Сомерсет-Хаусе Дрессер стал сотрудничать с сэром Генри Коулом, первым директором Музея Виктории и Альберта и организатором общества «Художественных мануфактур» (Art Manufacturers, 1847), а также «Школы ремёсел Южно-Кенсингтонского музея», чтобы «содействовать развитию „вкуса к красоте изделий механического производства“».
Дрессер участвовал в Эстетическом движении, увлекался восточным искусством и «англо-японским стилем» современного ему искусства. Помимо японского искусства значительное влияние на него оказало искусство Египта и стран Передней Азии. Используя знания в области ботаники, он читал лекции по новому предмету «Ботаника, приспособленная к искусству и художественным произведениям» (сокращённо: Art Botany). 
В 1850 году Йенский университет заочно присудил Дрессеру докторскую степень за книги «Основы ботаники» (1859), «Единство в многообразии» (1859) и на основе краткого доклада о структуре растений. В 1855 году Дрессер стал профессором «Художественной ботаники» (Artistic Botany) на факультете науки и искусства в школе Южного Кенсингтона.
Дрессер одним из первых стал проектировать предметы быта, механизмы и инструменты с учётом новых форм, материалов и технологий. Он разрабатывал простые по форме, практичные, без лишних украшений предметы домашнего обихода: металлические чайники, посуду из стекла, супницы, тостеры и многое другое. Орнаменты, там где это было необходимо, были либо геометрическими, либо состояли из стилизованных природных мотивов — цветов и растений. Иногда Дрессер заимствовал такие мотивы из арабского, китайского, египетского, греческого, индийского, японского, мавританского и кельтского искусства. Для текстиля, ковровых покрытий и обоев, созданных Дрессером, характерна приглушённая цветовая гамма, которую дизайнер считал единственно приемлемой для жилых интерьеров.
Изделия Дрессера экспонировались на Всемирной выставке в Лондоне в 1862 году. Дрессер опубликовал несколько книг по теории дизайна и орнамента, в том числе «Искусство проектирования украшений» (Art of Decorative Design, 1862), «Развитие декоративного искусства на Международной выставке» (The Development of Ornamental Art in the International Exhibition, 1862) и статью «Принципы дизайна» (Principles of Design, 1873). Эти книги, как сказано в предисловиях, автор адресовал не художникам, а «рабочим людям» (working men). В 1899 году в журнале «Студия» (The Studio) объединения Уильяма Морриса «Искусства и ремёсла» была опубликована рецензия, в которой утверждалось, что книги Дрессера можно цитировать «страницу за страницей и не найти ни строчки, ни слова, которые не были бы одобрены самым критичным членом объединения Искусства и ремесла сегодня». С 1874 года его имя стало появляться на созданных по его проектам промышленных изделиях. Многие изделия подписаны либо фамилией «Дрессер» либо: 'Designed by Dr C Dresser'. Покупая изделия с подписью Дрессера, потребители могли быть уверены, что покупают «хороший дизайн».
В 1876—1877 годах по поручению дирекции Музея Виктории и Альберта Дрессер совершил поездку по Японии. По пути в Японию в США он прочитал серию из трёх лекций в Филадельфийском музее и Школе промышленного искусства. За четыре месяца Дрессер проехал около 2000 миль по Японии, записав свои впечатления о стране, её архитектуре, искусстве и художественных производствах. Правительство Японии поручило ему написать доклад «Торговля с Европой». Изучение японского искусства проявилось во многих проектах Дрессера, которые считаются типичными проявлениями англо-японского стиля того времени.
С 1879 по 1882 год компания Dresser сотрудничала с Чарльзом Холмом (1848—1923) в качестве Dresser & Holme, оптовых импортеров восточных товаров в Лондоне. Дрессер много занимался керамикой и проектированием фаянсовой и фарфорой посуды. Дрессер открыл свой магазин The Art Furnishers Alliance, в котором продавалось все необходимое для обстановки и декорирования интерьера и посредством которого Дрессер стремился распространить свои идеи и взгляды на проектирование обыденных вещей. Однако предприятие Дрессера оказалось несостоятельным в финансовом отношении и вскоре закрылось. После закрытия магазина Дрессер продолжал работать ещё в течение 20 лет вплоть до свой смерти в 1904 году.